# Associazione Calcio Milan 2019-2020 (femminile)
Questa voce raccoglie le informazioni riguardanti la squadra femminile dell'Associazione Calcio Milan nelle competizioni ufficiali della stagione 2019-2020.

## Stagione
Dopo il terzo posto in campionato della stagione precedente, il Milan decide di sostituire il tecnico Carolina Morace con Maurizio Ganz.
Nel corso della stagione, Raffaella Manieri decide di lasciare la fascia di capitano a Valentina Giacinti.
A seguito dello svilupparsi della pandemia di COVID-19 che ha colpito l'Italia dal mese di febbraio, la partita valida per la sedicesima giornata di campionato contro la Fiorentina prevista per il 23 febbraio 2020 venne rinviata. Il 10 marzo 2020, quando erano state giocate sedici giornate di campionato, venne comunicata dalla FIGC una prima sospensione di tutte le attività agonistiche fino al 3 aprile successivo, conseguentemente a quanto disposto dal Governo per decreto ministeriale. Seguirono una serie di proroghe della sospensione delle attività agonistiche, finché l'8 giugno 2020 venne comunicata la sospensione definitiva del campionato di Serie A. La classifica finale è stata definitiva sulla base della classifica al momento della sospensione definitiva del campionato, alla quale sono stati applicati dei criteri correttivi: il Milan ha così concluso il campionato di Serie A al terzo posto con 51,268 punti finali, a pari punti con la Fiorentina, che ha concluso al secondo posto, essendo in vantaggio sul Milan per la migliore differenza reti media.

## Divise e sponsor
Lo sponsor tecnico per la stagione 2019-2020 è Puma, mentre lo sponsor ufficiale è Fly Emirates.
| Casa | Trasferta | Terza divisa | 120 anni | 1ª div. portiere | 2ª div. portiere | 3ª div. portiere |

## Organigramma societario
Area sportiva
- Dirigente accompagnatore:
- Team Manager: Roberto Angioni

Area tecnica
- Allenatore: Maurizio Ganz
- Allenatore in seconda: Davide Cordone
- Preparatore atletico: Lorenzo Francini
- Preparatore dei portieri: Christian Berretta
- Videoanalista: Carlo Brevi

Area sanitaria
- Centro medico: Milan Lab
- Medico sociale: Alberto Calicchio
- Fisioterapisti: Luca Mazzarelli, Erika Rancati

## Rosa
Rosa e numeri come da sito ufficiale.
| N. |                                 | Ruolo | Calciatrice                   |
| -- | ------------------------------- | ----- | ----------------------------- |
| 1  | Italia (bandiera)               | P     | Alessia Piazza                |
| 2  | Portogallo (bandiera)           | D     | Mónica Mendes                 |
| 4  | Norvegia (bandiera)             | D     | Stine Hovland                 |
| 5  | Italia (bandiera)               | C     | Mia Bellucci                  |
| 6  | Italia (bandiera)               | D     | Laura Fusetti                 |
| 7  | Italia (bandiera)               | A     | Valentina Bergamaschi         |
| 8  | Italia (bandiera)               | C     | Marta Carissimi               |
| 9  | Italia (bandiera)               | A     | Valentina Giacinti (capitano) |
| 10 | Islanda (bandiera)              | A     | Berglind Björg Þorvaldsdóttir |
| 11 | Finlandia (bandiera)            | C     | Nora Heroum                   |
| 12 | Slovacchia (bandiera)           | P     | Mária Korenčiová              |
| 13 | Italia (bandiera)               | D     | Federica Rizza                |
| 14 | Bosnia ed Erzegovina (bandiera) | C     | Lidija Kuliš                  |
| 15 | Sudafrica (bandiera)            | C     | Refiloe Jane                  |

| N. |                     | Ruolo | Calciatrice               |
| -- | ------------------- | ----- | ------------------------- |
| 16 | Colombia (bandiera) | A     | Lady Andrade              |
| 17 | Slovenia (bandiera) | C     | Dominika Čonč             |
| 18 | Croazia (bandiera)  | D     | Sandra Žigić              |
| 19 | Italia (bandiera)   | C     | Martina Capelli           |
| 21 | Italia (bandiera)   | D     | Raffaella Manieri         |
| 22 | Italia (bandiera)   | A     | Deborah Salvatori Rinaldi |
| 23 | Italia (bandiera)   | A     | Miriam Longo              |
| 27 | Italia (bandiera)   | D     | Linda Tucceri Cimini      |
| 28 | Italia (bandiera)   | A     | Sara Tamborini            |
| 30 | Italia (bandiera)   | P     | Francesca Zanzi           |
| 33 | Italia (bandiera)   | D     | Francesca Vitale          |
| 45 | Slovenia (bandiera) | A     | Pamela Begič              |
| 88 | Italia (bandiera)   | C     | Claudia Mauri             |

## Calciomercato

### Sessione estiva
| Acquisti | Acquisti                  | Acquisti        | Acquisti   |
| R.       | Nome                      | da              | Modalità   |
| -------- | ------------------------- | --------------- | ---------- |
| P        | Alessia Piazza            | Tavagnacco      | definitivo |
| D        | Stine Hovland             | Sandviken       | definitivo |
| D        | Francesca Vitale          | Mozzanica       | svincolata |
| C        | Lidija Kuliš              | Glasgow City    | definitivo |
| C        | Dominika Čonč             | Málaga          | definitivo |
| C        | Refiloe Jane              | Canberra United | definitivo |
| C        | Claudia Mauri             | Doverese        | definitivo |
| A        | Deborah Salvatori Rinaldi | Florentia       | definitivo |

| Cessioni | Cessioni          | Cessioni   | Cessioni   |
| R.       | Nome              | a          | Modalità   |
| -------- | ----------------- | ---------- | ---------- |
| C        | Manuela Giugliano | Roma       | definitivo |
| P        | Camelia Ceasar    | Roma       | definitivo |
| C        | Lisa Alborghetti  | Inter      | svincolata |
| C        | Thaisa Moreno     | Tacón      | svincolata |
| A        | Daniela Sabatino  | Sassuolo   | svincolata |
| A        | Isabel Cacciamali | Cittadella | prestito   |
| A        | Anita Coda        | Napoli     | prestito   |

### Sessione invernale
| Acquisti | Acquisti                      | Acquisti        | Acquisti   |
| R.       | Nome                          | da              | Modalità   |
| -------- | ----------------------------- | --------------- | ---------- |
| A        | Pamela Begič                  | Apollōn Lemesou | definitivo |
| A        | Berglind Björg Þorvaldsdóttir | Breiðablik      | prestito   |

| Cessioni | Cessioni | Cessioni | Cessioni |
| R.       | Nome     | a        | Modalità |
| -------- | -------- | -------- | -------- |

## Risultati

### Serie A

#### Girone di andata
| Arbitro: | Grasso (Ariano Irpino) |

|  |           |                                  |
|  | Marcatori | 69’ Heroum 83’ Čonč 88’ Giacinti |

| Arbitro: | Cutrufo (Catania) |

|                                                                 |           |              |
| Bergamaschi 9’ Salvatori Rinaldi 66’ Giacinti 74’ Hovland 90+2’ | Marcatori | 65’ L. Merli |

| Arbitro: | Finzi (Foligno) |

|               |           |                                     |
| Marinelli 54’ | Marcatori | 35’, 57’ Čonč 87’ Salvatori Rinaldi |

| Arbitro: | Madonia (Palermo) |

|                                     |           |  |
| Kunisawa 33’ (aut.) Carissimi 90+2’ | Marcatori |  |

| Arbitro: | Di Cicco (Lanciano) |

|            |           |                       |
| Guagni 33’ | Marcatori | 55’ Salvatori Rinaldi |

| Arbitro: | Ancora (Roma) |

|                       |           |                                 |
| Čonč 50’ Vitale 90+3’ | Marcatori | 20’ (aut.) Fusetti 81’ Stašková |

| Arbitro: | Longo (Cuneo) |

|           |           |  |
| Žigić 60’ | Marcatori |  |

| Arbitro: | Capriuolo (Bari) |

|                         |           |                     |
| Kelly 61’ (rig.), 90+4’ | Marcatori | 55’ (rig.) Giacinti |

| Arbitro: | Rispoli (Locri) |

|                                                              |           |                               |
| Giacinti 1’, 50’, 82’ Heroum 53’ Jane 56’ Þorvaldsdóttir 78’ | Marcatori | 17’ Torres 77’ Carp 88’ Manno |

| Arbitro: | Tesi (Lucca) |

|  |           |              |
|  | Marcatori | 49’ Giacinti |

| Arbitro: | Lovison (Padova) |

|                    |           |                             |
| Tucceri Cimini 89’ | Marcatori | 53’ Prugna 82’ Di Guglielmo |

#### Girone di ritorno
| Arbitro: | Turrini (Firenze) |

|                                  |           |                 |
| Þorvaldsdóttir 70’, 89’ Jane 78’ | Marcatori | 20’, 49’ Thomas |

| Arbitro: | Milone (Taurianova) |

|  |           |          |
|  | Marcatori | 88’ Čonč |

| Arbitro: | Sfira (Pordenone) |

|                                 |           |               |
| Þorvaldsdóttir 69’ Giacinti 78’ | Marcatori | 51’ Bartoňová |

| Arbitro: | Ferrieri Caputi (Livorno) |

|  |           |                                                                         |
|  | Marcatori | 55’ Tucceri Cimini 61’ (rig.) Giacinti 77’ Þorvaldsdóttir 84’ Tamborini |

| Monza 23 febbraio 2020, ore 12:30 CET 16ª giornata | Milan | – Annullata | Fiorentina | Stadio Brianteo |

| Vinovo 21 marzo 2020, ore 14:30 CET 17ª giornata | Juventus | – Annullata | Milan | Juventus Training Center |

| Sassuolo 28 marzo 2020, ore 14:30 CET 18ª giornata | Sassuolo | – Annullata | Milan | Stadio Enzo Ricci |

| Monza 18 aprile 2020, ore 15:00 CEST 19ª giornata | Milan | – Annullata | Florentia S.G. | Stadio Brianteo |

| Bitetto 25 aprile 2020, ore 15:00 CEST 20ª giornata | Pink Sport Time | – Annullata | Milan | Stadio Antonio Antonucci |

| Monza 9 maggio 2020, ore 15:00 CEST 21ª giornata | Milan | – Annullata | Verona | Stadio Brianteo |

| Empoli 16 maggio 2020, ore 15:00 CEST 22ª giornata | Empoli | – Annullata | Milan | Centro sportivo Monteboro |

### Coppa Italia

#### Fase finale
| Arbitro: | Calzavara (Varese) |

|                 |           |                                          |
| Alborghetti 66’ | Marcatori | 1’ Longo 6’ Hovland 15’ Andrade 37’ Čonč |

| Arbitro: | Bracaccini (Macerata) |

|                       |           |                        |
| Salvatori Rinaldi 64’ | Marcatori | 69’ Guagni 72’ Bonetti |

| Firenze 26 febbraio 2020, ore CET Quarti di finale - ritorno | Fiorentina | – Annullata | Milan | Stadio comunale Gino Bozzi |

## Statistiche

### Statistiche di squadra
| Competizione | Punti       | In casa | In casa | In casa | In casa | In casa | In casa | In trasferta | In trasferta | In trasferta | In trasferta | In trasferta | In trasferta | Totale | Totale | Totale | Totale | Totale | Totale | DR  |
| Competizione | Punti       | G       | V       | N       | P       | Gf      | Gs      | G            | V            | N            | P            | Gf           | Gs           | G      | V      | N      | P      | Gf     | Gs     | DR  |
| ------------ | ----------- | ------- | ------- | ------- | ------- | ------- | ------- | ------------ | ------------ | ------------ | ------------ | ------------ | ------------ | ------ | ------ | ------ | ------ | ------ | ------ | --- |
| Serie A      | 35 (51,268) | 8       | 6       | 1       | 1       | 21      | 11      | 7            | 5            | 1            | 1            | 14           | 4            | 15     | 11     | 2      | 2      | 35     | 15     | +20 |
| Coppa Italia | -           | 1       | 0       | 0       | 1       | 1       | 2       | 1            | 1            | 0            | 0            | 4            | 1            | 2      | 1      | 0      | 1      | 5      | 3      | +2  |
| Totale       | -           | 9       | 6       | 1       | 2       | 22      | 13      | 7            | 6            | 1            | 1            | 18           | 5            | 17     | 12     | 2      | 3      | 40     | 18     | +22 |

### Andamento in campionato
| Giornata  | 1 | 2 | 3 | 4 | 5 | 6 | 7 | 8 | 9 | 10 | 11 | 12 | 13 | 14 | 15 | 16 | 17 | 18 | 19 | 20 | 21 | 22 |
| --------- | - | - | - | - | - | - | - | - | - | -- | -- | -- | -- | -- | -- | -- | -- | -- | -- | -- | -- | -- |
| Luogo     | T | C | T | C | T | C | C | T | C | T  | C  | C  | T  | C  | T  | C  | T  | T  | C  | T  | C  | T  |
| Risultato | V | V | V | V | N | N | V | P | V | V  | P  | V  | V  | V  | V  | -  | -  | -  | -  | -  | -  | -  |
| Posizione | 1 | 1 | 1 | 1 | 2 | 2 | 2 | 2 | 2 | 4  | 4  | 4  | 3  | 2  | 2  | 3  | -  | -  | -  | -  | -  | -  |

Legenda:

Luogo: C = Casa; T = Trasferta. Risultato: V = Vittoria; N = Pareggio; P = Sconfitta.

### Statistiche delle giocatrici
| Giocatore            | Serie A  | Serie A | Serie A     | Serie A    | Coppa Italia | Coppa Italia | Coppa Italia | Coppa Italia | Totale   | Totale | Totale      | Totale     |
| Giocatore            | Presenze | Reti    | Ammonizioni | Espulsioni | Presenze     | Reti         | Ammonizioni  | Espulsioni   | Presenze | Reti   | Ammonizioni | Espulsioni |
| -------------------- | -------- | ------- | ----------- | ---------- | ------------ | ------------ | ------------ | ------------ | -------- | ------ | ----------- | ---------- |
| L. Andrade           | 8        | 0       | 1           | 0          | 1            | 1            | 1            | 0            | 9        | 1      | 2           | 0          |
| P. Begič             | 3        | 0       | 0           | 0          | 1            | 0            | 0            | 0            | 4        | 0      | 0           | 0          |
| M. Bellucci          | 0        | 0       | 0           | 0          | 0            | 0            | 0            | 0            | 0        | 0      | 0           | 0          |
| V. Bergamaschi       | 15       | 1       | 2           | 0          | 2            | 0            | 0            | 0            | 17       | 1      | 2           | 0          |
| M. Capelli           | 1        | 0       | 0           | 0          | 0            | 0            | 0            | 0            | 1        | 0      | 0           | 0          |
| M. Carissimi         | 12       | 1       | 0           | 0          | 1            | 0            | 0            | 0            | 13       | 1      | 0           | 0          |
| D. Čonč              | 15       | 5       | 0           | 0          | 2            | 1            | 0            | 0            | 17       | 6      | 0           | 0          |
| L. Fusetti           | 15       | 0       | 0           | 0          | 1            | 0            | 0            | 1            | 16       | 0      | 0           | 1          |
| V. Giacinti          | 15       | 9       | 1           | 0          | 2            | 0            | 0            | 0            | 17       | 9      | 1           | 0          |
| N. Heroum            | 15       | 2       | 0           | 0          | 0            | 0            | 0            | 0            | 15       | 2      | 0           | 0          |
| S. Hovland           | 13       | 1       | 0           | 0          | 2            | 1            | 0            | 0            | 15       | 2      | 0           | 0          |
| R. Jane              | 15       | 2       | 1           | 0          | 2            | 0            | 0            | 0            | 17       | 2      | 1           | 0          |
| M. Korenčiová        | 14       | -12     | 0           | 0          | 2            | -2           | 0            | 0            | 16       | -14    | 0           | 0          |
| L. Kuliš             | 1        | 0       | 0           | 0          | 0            | 0            | 0            | 0            | 1        | 0      | 0           | 0          |
| M. Longo             | 3        | 0       | 0           | 0          | 2            | 1            | 0            | 0            | 5        | 1      | 0           | 0          |
| R. Manieri           | 0        | 0       | 0           | 0          | -            | -            | -            | -            | 0        | 0      | 0           | 0          |
| C. Mauri             | 4        | 0       | 0           | 0          | 1            | 0            | 0            | 0            | 5        | 0      | 0           | 0          |
| M. Mendes            | 0        | 0       | 0           | 0          | 0            | 0            | 0            | 0            | 0        | 0      | 0           | 0          |
| A. Piazza            | 1        | -3      | 0           | 0          | 1            | -1           | 0            | 0            | 2        | -4     | 0           | 0          |
| F. Rizza             | 2        | 0       | 1           | 0          | -            | -            | -            | -            | 2        | 0      | 1           | 0          |
| D. Salvatori Rinaldi | 9        | 3       | 0           | 0          | 1            | 1            | 0            | 0            | 10       | 4      | 0           | 0          |
| S. Tamborini         | 4        | 1       | 0           | 0          | 1            | 0            | 0            | 0            | 5        | 1      | 0           | 0          |
| B.B. Þorvaldsdóttir  | 5        | 5       | 0           | 0          | -            | -            | -            | -            | 5        | 5      | 0           | 0          |
| L. Tucceri Cimini    | 15       | 2       | 3           | 0          | 2            | 0            | 0            | 0            | 17       | 2      | 3           | 0          |
| F. Vitale            | 11       | 1       | 1           | 0          | 2            | 0            | 0            | 0            | 13       | 1      | 1           | 0          |
| F. Zanzi             | 0        | 0       | 0           | 0          | -            | -            | -            | -            | 0        | 0      | 0           | 0          |
| S. Žigić             | 10       | 1       | 2           | 0          | 2            | 0            | 0            | 0            | 12       | 1      | 2           | 0          |